# Sông Đại Giáp

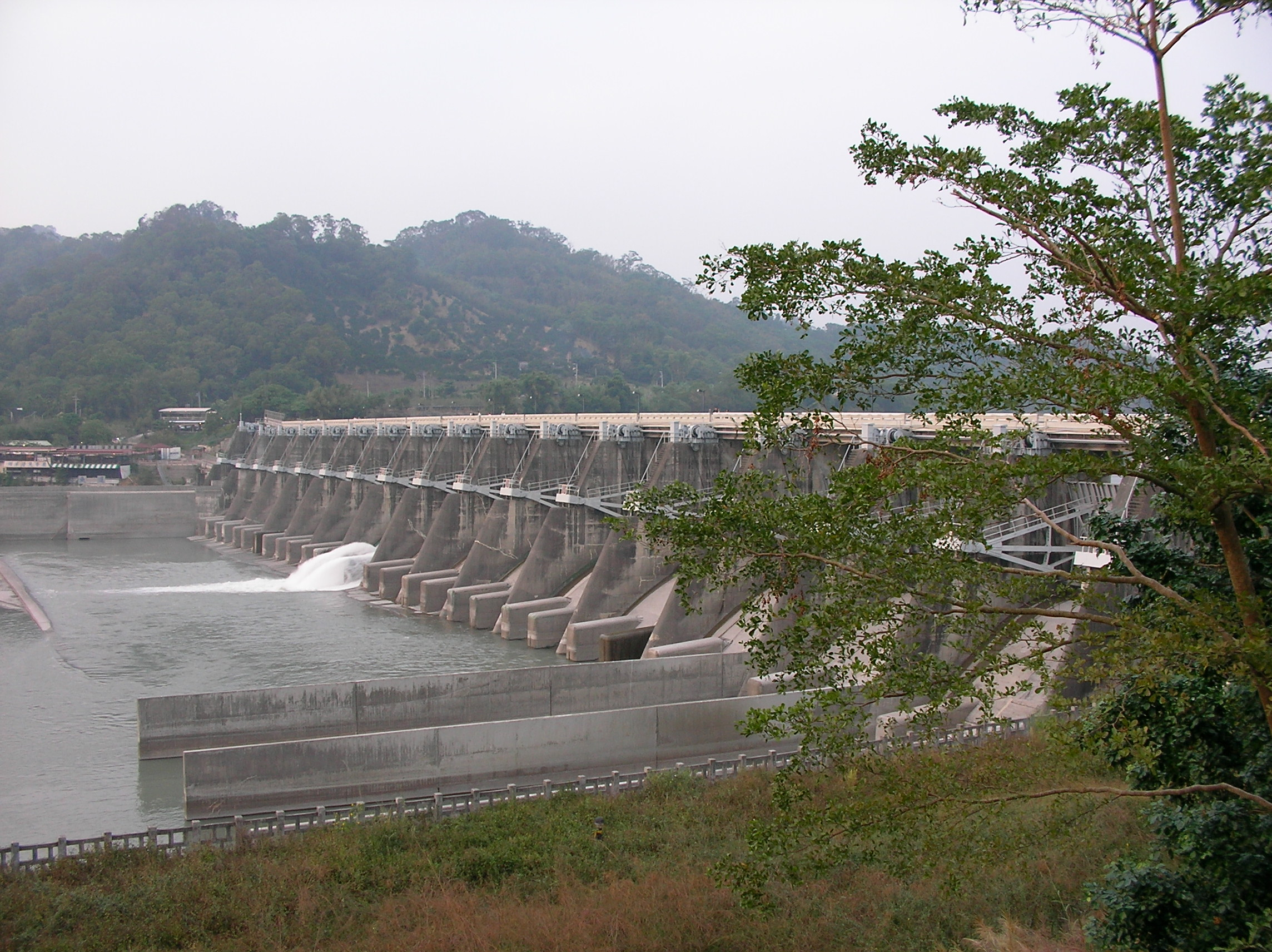
Đập Đức Cơ

Đại Giáp (tiếng Trung: 大甲溪; bính âm: Dàjiǎ Xī, Đại Giáp khê) là một dòng sông tại khu vực trung-bắc Đài Loan. Sông bắt nguồn từ đỉnh Nam Đại Hồ Đông cao 3.632 của núi Nam Hồ. Sông là một phần quan trọng của hệ thống kênh tưới tiêu Trung ương của Đài Loan. Lưu vực chính của sông Đại Giáp là thành phố Đài Nam, ngoài ra, diện tích lưu vực sông còn thuộc địa bàn các huyện Nam Đầu và Nghi Lan. Sông đổ ra eo biển Đài Loan và có chiều dài 124 km. Các chi lưu của sông Đại Giáp khởi nguồn từ núi Nam Hồ và Tuyết Sơn thuộc dãy núi Trung ương.
Trên sông Đại Giáp có hồ chứa Đức Cơ (giản thể: 德基水库; phồn thể: 德基水庫; bính âm: Déjī Shuǐkù), được tạo thành bởi đập Đức Cơ và có diện tích bề mặt là 592 ha. Hồ chứa này ngoài để cung cấp nước sạch cho Đài Trung còn có thể dùng để tạo ra thủy điện, nơi thư giãn và ngăn ngừa lũ lụt. Tỉnh lộ 8 (tức đường ngang Trung bộ) đi qua lưu vực sông Đại Giáp.

## Phụ lưu
- Sông Đại Giáp
  - sông Cựu Trang：Thanh Thủy, Đài Trung
  - Hạn câu：Hậu Lý, Đài Trung
  - sông Thực Thủy：Thạch Cương & Tân Xã, Đài Trung
  - sông Sa Liên：Đông Thế & Hòa Bình, Đài Trung
    - Thạch Giác：Đông Thế & Hòa Bình, Đài Trung
    - sông Trung ? (中嵙溪)：Đông Thế & Hòa Bình, Đài Trung

  - Trừu Đằng Khanh：Tân Xã, Đài Trung
  - Ma Trúc Khanh：Tân Xã, Đài Trung
  - Hoành Lưu：Hòa Bình, Đài Trung
  - Sa Liên：Hòa Bình, Đài Trung
  - Đông Mão：Hòa Bình, Đài Trung
  - Lý Lãnh：Hòa Bình, Đài Trung
  - Giai Bảo：Hòa Bình, Đài Trung
    - Thập Văn：Hòa Bình, Đài Trung

  - Sảo Lai：Hòa Bình, Đài Trung
  - Yên Mã：Hòa Bình, Đài Trung
  - Mã Lôn：Hòa Bình, Đài Trung
  - Tiểu Tuyết：Hòa Bình, Đài Trung
  - Thạch Sơn：Hòa Bình, Đài Trung
  - Cửu Lương Bình：Hòa Bình, Đài Trung
  - Thất Á Tang：Hòa Bình, Đài Trung
  - Đăng Tiên：Hòa Bình, Đài Trung
  - Chí Lạc：Hòa Bình, Đài Trung
  - Y Tạp Hoàn：Hòa Bình, Đài Trung; Đại Đồng, Nghi Lan
    - Tư Giới Lan：Hòa Bình, Đài Trung
    - Hữu Thắng：Hòa Bình, Đài Trung; Đại Đồng, Nghi Lan
    - Thất Gia Loan：Hòa Bình, Đài Trung
      - Cao Sơn：Hòa Bình, Đài Trung

  - Nam Hồ：Hòa Bình, Đài Trung; Nhân Ái, Nam Đầu
    - Hiệp Khoan：Hòa Bình, Đài Trung; Nhân Ái, Nam Đầu
      - Bích Lục：Hòa Bình, Đài Trung; Nhân Ái, Nam Đầu

    - Nhĩ Vô：Hòa Bình, Đài Trung
      - Mễ Mễ Lạp Hỉ：Hòa Bình, Đài Trung

    - Trung ương Tiêm：Hòa Bình, Đài Trung

## Hình ảnh

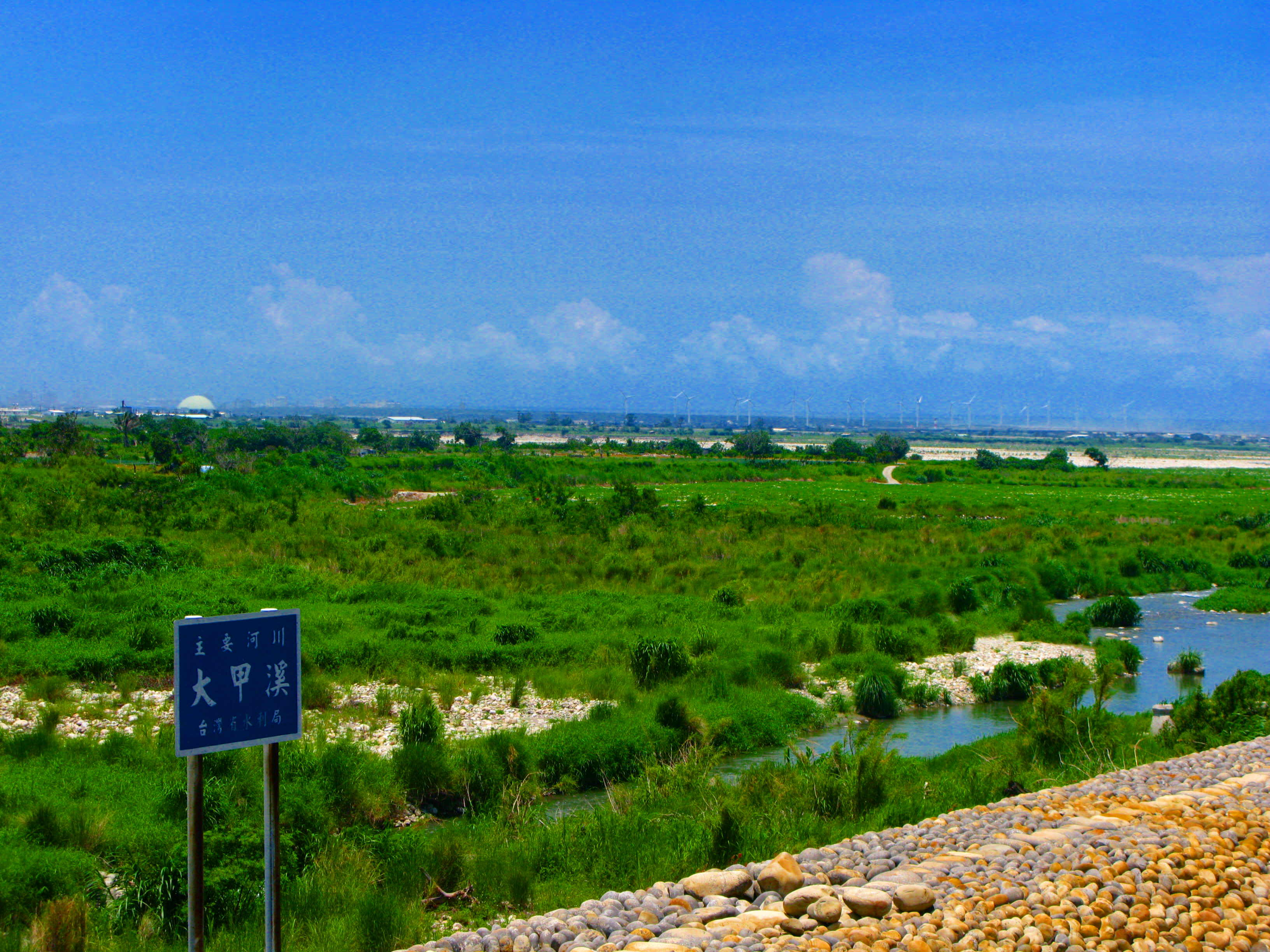
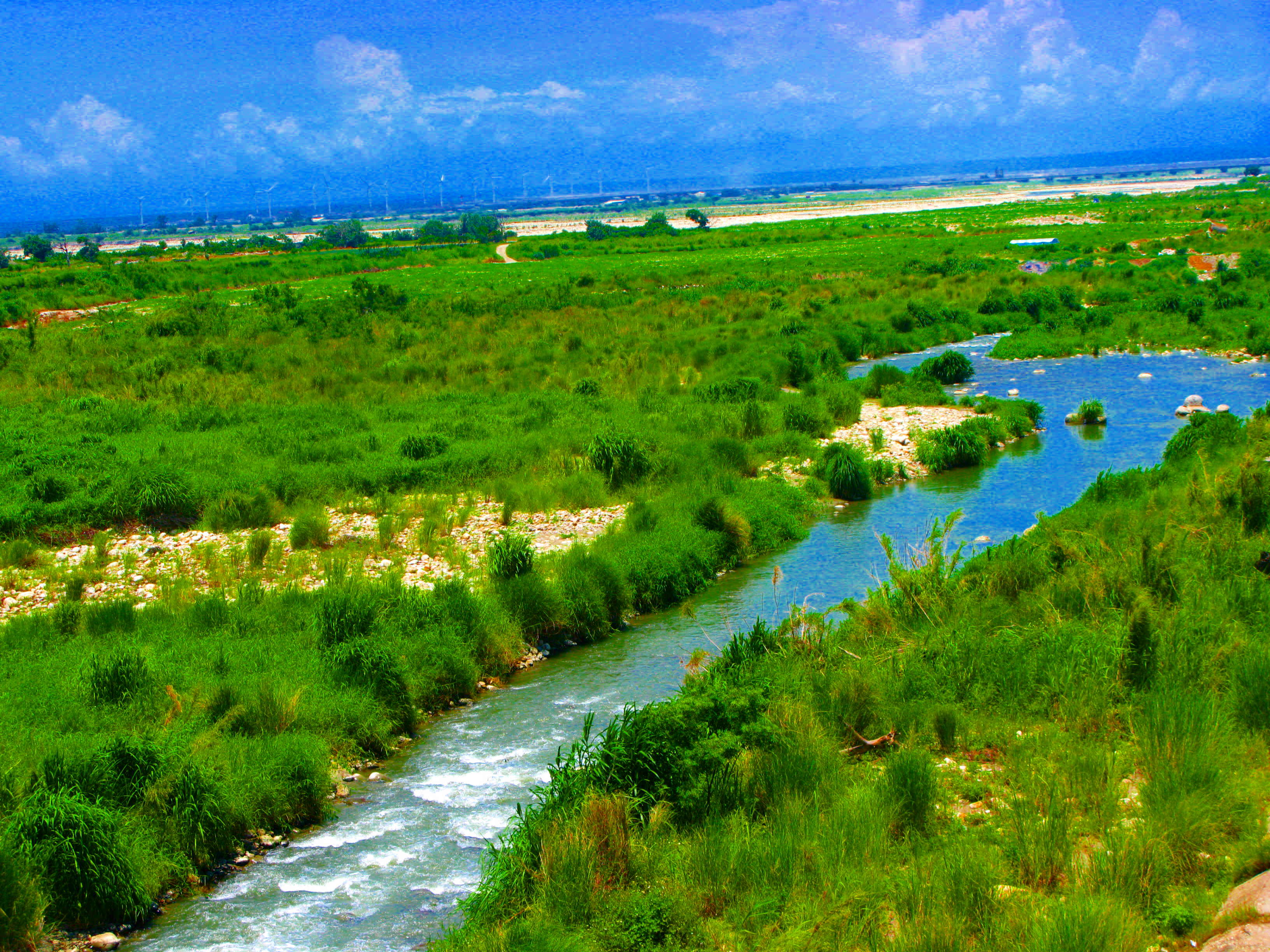